# 陸上移動中継局
陸上移動中継局（りくじょういどうちゅうけいきょく）は、無線局の種別の一つである。

## 定義
総務省令電波法施行規則第4条第1項第7号の3に「基地局と陸上移動局との間及び陸上移動局相互間の通信を中継するため陸上に開設する移動しない無線局」と定義している。 
ここでいう「陸上」とは、第3条第1項第5号により「河川、湖沼その他これらに準ずる水域を含む」ものである。
また、第3条第1項第8号には、陸上移動業務を「基地局と陸上移動局（陸上移動受信設備を含む。）との間又は陸上移動局相互間の無線通信業務（陸上移動中継局の中継によるものを含む。）」と定義している。
引用の促音の表記は原文ママ

### 特定陸上移動中継局
電波法施行規則第33条第6号(2)に「適合表示無線設備でかつ設備規則第49条の6に規定する技術基準に適合する無線設備を使用するものであつて、屋内その他他の無線局の運用を阻害するような混信その他の妨害を与えるおそれがない場所に設置するもの」と規定している。
引用の促音の表記は原文ママ
- 設備規則とは無線設備規則のことで、第49条の6には「携帯無線通信の中継を行う無線局の無線設備」と、第3条第1号には「携帯無線通信」を「電気通信業務を行うことを目的として、携帯して使用するために開設され、又は自動車その他の陸上を移動するものに開設された陸上移動局と通信を行うために開設された基地局と当該陸上移動局との間で行われる無線通信」と規定している。

## 開設の基準
総務省令無線局（基幹放送局を除く。）の開設の根本的基準第5条の2による。
陸上移動中継局（基地局及び陸上移動局の免許人に使用させるために開設するものに限る。）は、次の各号の条件を満たすものでなければならない。
1. その局の免許を受けようとする者は、その局を基地局及び陸上移動局の免許人に使用させるための業務の実施について適切な計画を有し、かつ、当該計画を実施するに足りる能力を有するものであること。
2. その局が中継を行うことができる区域は、おおむね一の都道府県の区域の範囲内の地域であつて、少なくとも当該都道府県における社会的経済的の中心地区の一を含む区域であること。ただし、当該地域の社会的経済的の諸条件及び地勢を考慮して、やむを得ないと認められる場合又は特に必要があると認められる場合においては、この限りでない。
3. 第1号の業務におけるその局の使用条件は、次の要件に適合するものであること。
(1) その局を使用する者が行うことができる通信の中継は、その者が開設する基地局又は陸上移動局相互間のものに限られること。
(2) その局を使用する者の費用の負担は、業務の合理的な運営上適当なものであること。
(3) 特定の者に対して不当な差別的取扱いをするものでないこと。
(4) その他その局を使用する者に不当な条件を課すものでないこと。
4. その局を開設することが既設の無線局等の運用又は電波の監視に支障を与えないこと。
5. その他その局を開設することが公益上必要であり、かつ、適切であること。

引用の促音の表記は原文ママ
この基準において特に条文が割かれているのは、陸上移動中継局は免許人以外の他の免許人に所属する基地局又は陸上移動局と通信することが前提であり、免許人と利用者の調整にかかる事項を盛り込む必要があるからである。

## 概要
陸上の移動体通信において、固定局と基地局をあわせた性格を持つ。陸上局の一種でもある。
この種別が制定されたのは、MCA無線の制御局の為のものであった。
電波法施行規則の定義と同時に無線設備規則第3条第5号に「MCA陸上移動通信」が定義

され、この中でMCA制御局が「使用する電波の周波数を指示して通信の中継を行う陸上移動中継局であつて、二以上の通信の中継を同時に行うことができるもの」とされた。
引用の促音の表記は原文ママ
従前であれば、利用者の指令局は移動しないので固定局、移動局は陸上移動局として免許され、制御局は移動しない無線局との通信を行う固定局と移動する無線局との通信を行う基地局の二重免許としなければならない。
また、固定局同士、基地局と陸上移動局との通信においては、免許人が同一の者であるのが原則であるが、制御局との免許人と利用者の免許人は異なる為、通信をしてはならないことになる。
目的外通信であれば免許人以外とも通信できるが、MCA陸上移動通信では例外が常態であることになってしまう。

そこでこれらの問題点を解決する為に新しい種別が制定されたものである。

## 免許・登録
外国籍の者に免許は原則として与えられないことは電波法第5条第1項に定められているが、例外として第2項に
- 第7号　自動車その他の陸上を移動するものに開設し、若しくは携帯して使用するために開設する無線局又はこれらの無線局若しくは携帯して使用するための受信設備と通信を行うために陸上に開設する移動しない無線局（電気通信業務を行うことを目的とするものを除く。）
- 第8号　電気通信業務を行うことを目的として開設する無線局

があり、外国人や外国の会社・団体でも陸上移動中継局を開設できる。
電気通信業務用で、広範囲の地域において同一の者により開設される無線局に専ら使用させることを目的として総務大臣が別に告示する周波数の電波のみを使用するものは特定無線局として包括免許される。
- 告示[2]された周波数は携帯電話・PHS用および2.5GHz帯無線アクセスシステム用である。

包括免許以外でも、ほとんどの場合、特定無線設備の技術基準適合証明等に関する規則により認証された適合表示無線設備を使用することとなるので簡易な免許手続の規定が適用され、予備免許や落成検査が省略されて免許される。
また、5GHz帯無線アクセスシステムの陸上移動中継局は、登録局である。
種別コードはFBR。
有効期間は免許・登録の日から5年。但し、包括免許以外の免許は当初に限り有効期限は4年をこえて5年以内の5月31日となる。

### 用途
局数の推移に見るとおり多数を占めるのは、MCA用ではなく電気通信業務用である。
これは山間地やビル陰または大規模建造物内の携帯電話用中継設備のことである。
携帯電話の普及につれ、小規模な基地局を多数設置することが必要となった。
この小規模基地局と更に大規模な基地局との間を無線で接続するならば各々が固定局を併設し二重免許とせねばならない。
そこで、この小規模の基地局と固定局を併せた機能をもつ中継設備が陸上移動中継局として免許されることとなり、大規模基地局も二重免許が不要となる。
携帯電話の世代交代につれ、個々の基地局のカバーできる範囲が狭くなり、陸上移動中継局も増加していった。
しかし、特定陸上移動中継局と同時にフェムトセル基地局が制度化されるとフェムトセル基地局を設置するのが簡便なこと

から陸上移動中継局の局数は減少に転じた。
その他の用途としては、無線アクセスシステム用、地方行政用、鉄道事業用、ガス事業用などに利用される。

### 局数
包括免許の無線局免許状に記載される指定局数は開設可能な局数の上限であり、すべてが稼動しているとは限らない。
また、無線局登録状に局数は記載されない。

### 置局範囲
#定義にある陸上には、一部の水域が含まれる。
これは、自然災害等により携帯電話や無線アクセスの通信に障害が生じ、広範囲で通信が不能となった場合の復旧策として、錨泊した船舶に臨時に陸上移動中継局を開設し運用することを認めるもの

であり、係留気球についても同様に開設・運用できるものとしている。

### 旧技術基準の機器の使用
無線設備規則のスプリアス発射等の強度の許容値に関する技術基準改正により、旧技術基準に基づく無線設備が免許されるのは「平成29年11月30日」まで、使用は「平成34年11月30日」までとされた。
対象となるのは、
- 「平成17年11月30日」[9]までに製造された機器または認証された適合表示無線設備
- 経過措置として、旧技術基準により「平成19年11月30日」までに製造された機器[10]または認証された適合表示無線設備[11]

である。
新規免許は「平成29年12月1日」以降はできないが、使用期限はコロナ禍により符号分割多元接続方式携帯無線通信および時分割・符号分割多元接続方式携帯無線通信の無線局を除き「当分の間」延期された。
- cdmaOne、W-CDMA・CDMA2000の携帯電話用陸上移動中継局は延長されない。

詳細は無線局#旧技術基準の機器の使用を参照。

## 運用
無線局運用規則第4章 固定業務、陸上移動業務及び携帯移動業務の無線局、簡易無線局並びに非常局の運用による。

## 操作
陸上移動中継局は、政令電波法施行令第3条第2項第6号に規定する陸上の無線局であり、最低でも第三級陸上特殊無線技士以上の無線従事者による管理（常駐するという意味ではない。）を要するのが原則である。
例外を規定する電波法施行規則第33条の無線従事者を要しない「簡易な操作」から陸上移動中継局に係わるものを抜粋する。
- 第4号(1)　特定無線局以外の陸上に開設した無線局でかつ海岸局、航空局、船上通信局、無線航行局、海岸地球局又は航空地球局以外のものの通信操作
  - 陸上移動中継局も該当する。
- 第6号(2)　適合表示無線設備でかつ設備規則第49条の6に規定する技術基準に適合する無線設備を使用するものであつて、屋内その他他の無線局の運用を阻害するような混信その他の妨害を与えるおそれがない場所に設置するもの
  - 特定陸上移動中継局のことであり、携帯電話事業者以外は開設できない。

引用の促音の表記は原文ママ
- 第8号　その他に別に告示するもの
  - これに基づく告示[14]
    - 第3項第5号　プレストーク方式による無線電話の送受切替装置の技術操作

## 検査
- 落成検査は、適合表示無線設備を用いたものであれば簡易な免許手続が適用され省略される。これ以外でも登録検査等事業者等による点検が可能でこの結果に基づき一部省略される。
- 定期検査は、電波法施行規則第41条の2の6第7号により空中線電力が1Wを超えると行われる。周期は別表第5号第8号により1年。登録検査等事業者等による検査が可能でこの結果に基づき省略される。
- 変更検査は、落成検査と同様である。

## 沿革
1982年（昭和57年）
- 電波法施行規則に定義、免許の有効期間は5年[15]
  - 免許の有効期間は5年。但し当初の有効期限は5年毎の一定の日まで
- 無線局（放送局を除く。）の開設の根本的基準（現・無線局（基幹放送局を除く。）の開設の根本的基準）に陸上移動中継局に関する条文が追加[16]

1985年（昭和60年）- 電波法に規定する条件を満たす国の国籍の者が電気通信業務用以外の陸上移動中継局を開設できることに
1993年（平成5年）
- 電波利用料制度化、電波法別表第6第2項の「移動しない無線局」が適用
- 電気通信業務用および公共業務用以外の陸上移動中継局は無線業務日誌の備付けを要しないものに[18]

1994年（平成6年）
- 外国籍の者が電気通信業務用以外の陸上移動中継局を開設できることに[19]
- 陸上移動業務の無線局は、毎年一定の告示[20]で定める日が免許の有効期限に[21]
  - 以後、免許の有効期限は免許の日から4年を超えて5年以内の5月31日までとなる。

1996年（平成8年）- 携帯電話事業において基地局と固定局の二つの免許が必要であった無線局が陸上移動中継局として認められることに
1997年（平成9年）- 空中線電力1W以下の陸上移動中継局は定期検査を要しないものに
1998年（平成10年）- 外国籍の者が電気通信事業用陸上移動中継局を開設できることに
2005年（平成17年）- 5GHz帯無線アクセスシステムの陸上移動中継局は登録局に
2008年（平成20年）
- 特定陸上移動中継局が定義[26]
  - 同時にフェムトセル局も制度化

2009年（平成21年）- 陸上移動中継局は全て無線業務日誌の備付けが不要に
2014年（平成26年）- 携帯電話用および2.5GHz帯無線アクセスシステム用陸上移動中継局は特定無線局に
2016年（平成28年）- 置局範囲が拡大
| 年度 | 総数    | 電気通信業務用 | MCA用 | 出典                 | 出典                           |
| --- | ------- | -------------- | ----- | -------------------- | ------------------------------ |
| 平成11年度末                                                                                               | 1,519   | 635            | 512   | 地域・局種別無線局数 | 平成11年度第4四半期末          |
| 平成12年度末                                                                                               | 1,569   | 638            | 522   | 地域・局種別無線局数 | 平成12年度第4四半期末          |
| 平成13年度末                                                                                               | 1,727   | 778            | 339   | 用途別無線局数       | H13 用途・業務・免許人・局種別 |
| 平成14年度末                                                                                               | 1,752   | 921            | 345   | 用途別無線局数       | H14 用途・局種別無線局数       |
| 平成15年度末                                                                                               | 2,833   | 1,951          | 348   | 用途別無線局数       | H15 用途・局種別無線局数       |
| 平成16年度末                                                                                               | 4,538   | 3,657          | 350   | 用途別無線局数       | H16 用途・局種別無線局数       |
| 平成17年度末                                                                                               | 7,016   | 6,153          | 356   | 用途別無線局数       | H17 用途・局種別無線局数       |
| 平成18年度末                                                                                               | 47,381  | 46,570         | 352   | 用途別無線局数       | H18 用途・局種別無線局数       |
| 平成19年度末                                                                                               | 129,638 | 128,847        | 512   | 用途別無線局数       | H19 用途・局種別無線局数       |
| 平成20年度末                                                                                               | 118,073 | 117,279        | 350   | 用途別無線局数       | H20 用途・局種別無線局数       |
| 平成21年度末                                                                                               | 104,269 | 103,451        | 353   | 用途別無線局数       | H21 用途・局種別無線局数       |
| 平成22年度末                                                                                               | 77,340  | 76,565         | 350   | 用途別無線局数       | H22 用途・局種別無線局数       |
| 平成23年度末                                                                                               | 46,780  | 46,082         | 345   | 用途別無線局数       | H23 用途・局種別無線局数       |
| 平成24年度末                                                                                               | 42,516  | 41,766         | 324   | 用途別無線局数       | H24 用途・局種別無線局数       |
| 平成25年度末                                                                                               | 39,579  | 38,809         | 227   | 用途別無線局数       | H25 用途・局種別無線局数       |
| 平成26年度末                                                                                               | 43,101  | 42,338         | 365   | 用途別無線局数       | H26 用途・局種別無線局数       |
| 平成27年度末                                                                                               | 36,650  | 35,827         | 131   | 用途別無線局数       | H27 用途・局種別無線局数       |
| 平成28年度末                                                                                               | 34,898  | 34,048         | 131   | 用途別無線局数       | H28 用途・局種別無線局数       |
| 平成29年度末                                                                                               | 33,265  | 32,509         | 130   | 用途別無線局数       | H29 用途・局種別無線局数       |
| 平成30年度末                                                                                               | 32,583  | 31,702         | 130   | 用途別無線局数       | H30 用途・局種別無線局数       |
| 令和元年度末                                                                                               | 31,275  | 30,511         | 130   | 用途別無線局数       | R01 用途・局種別無線局数       |
| 令和2年度末                                                                                                | 30,481  | 29,703         | 139   | 用途別無線局数       | R02 用途・局種別無線局数       |
| 令和3年度末                                                                                                | 29,225  | 28,403         | 147   | 用途別無線局数       | R03 用途・局種別無線局数       |
| 令和4年度末                                                                                                | 25,423  | 24,792         | 151   | 用途別無線局数       | R04 用途・局種別無線局数       |
| 令和5年度末                                                                                                | 23,344  | 22,722         | 151   | 用途別無線局数       | R05 用途・局種別無線局数       |
| 注 - 平成17年度より免許局と登録局が合算される。 - 平成30年度より特定無線局については開設局数が計上される。 |         |                |       |                      |                                |

## その他
携帯電話の利用者にとって、現に自分の携帯電話端末が通信している相手方が、基地局か陸上移動中継局であるかを区別することはできないし、その必要も無い。
すなわち、携帯電話事業者が一般向けに基地局と公表しているものの中に電波法令上の陸上移動中継局が含まれていることがありうる。
また、携帯電話事業者の移動基地局車は、基地局ではなく陸上移動局であるが、陸上移動中継局の機能を自動車に搭載したものである。

## 諸外国の相当種別
無線局の免許制度は、国によって異なり細部に相違がある。

### 米国
米国では、FCC rules title47  Part90 Private Land Mobile Radio Services Section90.7 Definition（定義）にある”Mobile repeater station”が相当する。